# It's SHOW TIME!! Ver:SAKURA '09
『It's SHOW TIME!! Ver:SAKURA '09』(イッツ･ショウ･タイム!! バージョン:サクラ '09)は、2009年3月27日に原宿アストロホールにて行われた9nineにとって2回目となるライブ。また、その模様を収録したDVD。2009年5月20日にCocoonから発売された。

## It's SHOW TIME!! Ver:SAKURA '09 Part.1
『It's SHOW TIME!! Ver:SAKURA '09 Part.1』(イッツ･ショウ･タイム!! バージョン:サクラ '09 パート1)は、2009年3月27日に原宿アストロホールにて行われたライブ前半の8人体勢最後となるライブを収録したDVD。

### 曲目
1. awake
2. 白い華～White Garden
3. MC-1
4. 悲しみはいつか羽になる
芦田万莉恵、下垣真香、山岡みどり、川島海荷の4人のユニット。
5. cotton candy
佐武宇綺、西脇彩華、三浦萌、吉田茉以の4人のユニット。
6. 眠れる森の少女
7. 風をおこして
8. Sweet Snow
9. MC-2

映像作品特典
バックステージ映像
インタビュー映像

## It's SHOW TIME!! Ver:SAKURA '09 Part.2
『It's SHOW TIME!! Ver:SAKURA '09 Part.2』(イッツ･ショウ･タイム!! バージョン:サクラ '09 パート2)は、2009年3月27日に原宿アストロホールにて行われたライブ後半の下垣真香、西脇彩華、三浦萌、佐武宇綺、川島海荷の5人による新生9nineの初ステージのライブを収録したDVD。

### 曲目
1. サクラプレリュード
2. メリーゴーランド
3. ハート型の涙
4. パレード
5. 恋花
6. 漂流少女
7. 砂の城
8. MONSTER
9. Cherry
10. MC-1
11. アンバランス
初披露。
12. Sky
13. MC-2
14. Show TIME
8人で披露。

-アンコール-
1. メリーゴーランド
8人で披露。
2. ハート型の涙
8人で披露。
3. Sky
8人で披露。

映像作品特典
バックステージ映像